# پارک جائه هونگ (بازیکن بیس‌بال)
پارک جائه هونگ (انگلیسی: Park Jae-hong؛ زادهٔ ۷ سپتامبر ۱۹۷۳) بازیکن بیس‌بال اهل کره جنوبی است.